# Botijo de pescador
El botijo de pescador, también conocido como botijo de barca de Baleares, es un tipo de botijo realizado en las Islas Baleares, con una forma casi cónica de amplia base para obtener la máxima estabilidad posible cuando el botijo está en la barca con el movimiento del mar. Puede no presentar ninguna decoración especial ni vidriado o, como en los modelos andaluces, llevar la cubierta vidriada de color verdoso y negro manganeso.
En el Museo del Botijo de Argentona se conserva un ejemplar, hecho en Ciudadela (Menorca), que entró en la colección como una donación de Jordi Leoz Gil; tiene un cuerpo en forma casi cónica, con amplia base y un asa superior casi circular, con boca y pitorro contrapuestos y sin decoración.